# Simeone di Russia
Semën Ivanovič, detto il Fiero (in russo Семён Иванович Гордый?, pronuncia /sʲɪ'mʲɔn i'vanʌviʧ 'gɔrdɨj/; Mosca, 7 novembre 1316 – Mosca, 27 aprile 1353) è stato principe di Mosca e gran principe di Vladimir.

## Biografia
Figlio maggiore di Ivan I di Russia, Simeone diviene principe di Mosca nel 1340, e l'anno seguente ottiene dall'Orda d'Oro il permesso di governare (jarlyk) anche il Principato di Vladimir-Suzdal'. La sua campagna militare contro la città di Toržok, nel 1341, favorisce il rafforzarsi della sua autorità sulla repubblica di Novgorod.
Dieci anni più tardi il suo l'esercito lancia un attacco contro Smolensk.
Simeone continua la politica paterna di appoggio all'Orda d'Oro, agendo contemporaneamente per rafforzare la posizione del Granducato di Mosca.
A differenza di molti altri principi russi, rimane sempre leale verso l'Orda, di cui è il principale strumento contro la Lituania che tenta di liberarsi dal controllo dei Tataro-mongoli.
Prima della sua morte, avvenuta nel 1353, Simeone si ritira in un monastero e vive come un monaco sotto il nome di Sozont. Il suo corpo è sepolto nella Cattedrale dell'Arcangelo Michele a Mosca.

## Ascendenza
|                         |                  |                         | Genitori                     |  |  | Nonni |  |  | Bisnonni          |  |  | Trisnonni               |  |
|                         |                  |                         |                              |  |  |       |  |  | Aleksandr Nevskij |  |  | Jaroslav II di Vladimir |  |
|                         |                  |                         |                              |  |  |       |  |  | Aleksandr Nevskij |  |  | Jaroslav II di Vladimir |  |
|                         |                  | Teodosia Mstislavna     |                              |  |  |       |  |  | Aleksandr Nevskij |  |  |                         |  |
| Daniele di Russia       |                  |                         |                              |  |  |       |  |  | Aleksandr Nevskij |  |  |                         |  |
|                         |                  | Aleksandra Brjačislavna | Brjačislav II Vasilkovič     |  |  |       |  |  |                   |  |  |                         |  |
|                         |                  | Aleksandra Brjačislavna | Brjačislav II Vasilkovič     |  |  |       |  |  |                   |  |  |                         |  |
|                         |                  | Aleksandra Brjačislavna | …                            |  |  |       |  |  |                   |  |  |                         |  |
| Ivan I di Russia        |                  | Aleksandra Brjačislavna |                              |  |  |       |  |  |                   |  |  |                         |  |
|                         |                  | Leone I Danilovič       | Danilo Romanovič             |  |  |       |  |  |                   |  |  |                         |  |
|                         |                  | Leone I Danilovič       | Danilo Romanovič             |  |  |       |  |  |                   |  |  |                         |  |
|                         |                  | Leone I Danilovič       | Anna Mstislavna              |  |  |       |  |  |                   |  |  |                         |  |
| Agrippina L'vovna       |                  | Leone I Danilovič       |                              |  |  |       |  |  |                   |  |  |                         |  |
|                         |                  | Costanza d'Ungheria     | Béla IV d'Ungheria           |  |  |       |  |  |                   |  |  |                         |  |
|                         |                  | Costanza d'Ungheria     | Béla IV d'Ungheria           |  |  |       |  |  |                   |  |  |                         |  |
|                         |                  | Costanza d'Ungheria     | Maria Lascaris di Nicea      |  |  |       |  |  |                   |  |  |                         |  |
| Semën Ivanovič il Fiero |                  | Costanza d'Ungheria     |                              |  |  |       |  |  |                   |  |  |                         |  |
|                         | Gleb Rostislavič | Rostislav Mstislavič    |                              |  |  |       |  |  |                   |  |  |                         |  |
|                         | Gleb Rostislavič | Rostislav Mstislavič    |                              |  |  |       |  |  |                   |  |  |                         |  |
|                         | Gleb Rostislavič | …                       |                              |  |  |       |  |  |                   |  |  |                         |  |
| Aleksandr Glebovič      | Gleb Rostislavič |                         |                              |  |  |       |  |  |                   |  |  |                         |  |
|                         |                  | ?                       | Roman Michajlovič il Vecchio |  |  |       |  |  |                   |  |  |                         |  |
|                         |                  | ?                       | Roman Michajlovič il Vecchio |  |  |       |  |  |                   |  |  |                         |  |
|                         |                  | ?                       | Anna                         |  |  |       |  |  |                   |  |  |                         |  |
| Elena                   |                  | ?                       |                              |  |  |       |  |  |                   |  |  |                         |  |
|                         |                  | Vasilij Vsevolodovič    | Vsevolod Konstantinovič      |  |  |       |  |  |                   |  |  |                         |  |
|                         |                  | Vasilij Vsevolodovič    | Vsevolod Konstantinovič      |  |  |       |  |  |                   |  |  |                         |  |
|                         |                  | Vasilij Vsevolodovič    | Maria Olegovna               |  |  |       |  |  |                   |  |  |                         |  |
| Anastasia Vasil'evna    |                  | Vasilij Vsevolodovič    |                              |  |  |       |  |  |                   |  |  |                         |  |
|                         |                  | Ksenija                 | …                            |  |  |       |  |  |                   |  |  |                         |  |
|                         |                  | Ksenija                 | …                            |  |  |       |  |  |                   |  |  |                         |  |
|                         |                  | Ksenija                 | …                            |  |  |       |  |  |                   |  |  |                         |  |
|                         |                  | Ksenija                 |                              |  |  |       |  |  |                   |  |  |                         |  |